# Колібрі-лісовичок довгохвостий
Колі́брі-лісовичо́к довгохвостий (Thalurania watertonii) — вид серпокрильцеподібних птахів родини колібрієвих (Trochilidae). Ендемік Бразилії.

## Опис
Довжина самців становить 11,8-13 см, враховуючи хвіст завдовжки 6 см, довжина самиць становить 10-11 см, враховуючи хвіст завдовжки 3,6 см, вага 3,7-5,2 г. Самці є важчими за самиць, крила і хвіст у них відносно більші, натомість у самиць дзьоб відносно довший. У самців тім'я і потилиця темно-бронзово-зелені, спина темно-фіолетово-синя з райдужним відблиском. Нижня частина тіла трав'янисто-зелена, боки фіолетово-сині. Хвіст долвгий, глибоко роздвоєний, сталево-синій. Крила чорнувато-фіолетові. Дзьоб чорний.
Самиці мають тьмяніше забарвлення, тім'я і верхня частина тіла у них золотисто-зелені, спина і другорядні покривні пера крил синьо-зелені. Нижня частина тіла білувата. Крайні стернові пера зелені з широкою сталево-синьою смугою на кінці й білими кінчиками. Забарвлення молодих птахів є подібне до забарвлення самиць.

## Поширення і екологія
Довгохвості колібрі-лісовички мешкають в прибережних районах на північному сході Бразилії, в штатах Пернамбуку, Алагоас і Сержипі, можливо, також на півночі Баїї. Вони живуть в прибережних вологих атлантичних лісах, у саванах серрадо, на плантаціях, в парках і садах. Зустрічаються на висоті до 550 м над рівнем моря. Живляться нектаром різноманітних квітучих дерев, чагарників, епіфітів, ліан і кактусів, а також безхребетними, яких ловлять в польоті. Самці агресивно захищають кормові території. Сезон розмноження триває з листопада по лютий. Гніздо чашоподібне. робиться з тонких корінців і моху, скріплюється за допомогою павутиння, прикріплюється до горизонтальної гілки чагарника або невисокого дерева серед листя, на висоті 1,5-2,5 м над землею. У кладці 2 яйця. Інкубаційний період триває 14-15 днів.

## Збереження
МСОП класифікує цей вид як такий, що перебуває під загрозою зникнення. За оцінками дослідників, популяція довгохвостих колібрі-лісовичків становить від 1000 до 2500 птахів. Їм загрожує знищення природного середовища.